# Copán (tỉnh)
Copán là một tỉnh ở phía tây của Honduras, giáp biên giới với các tỉnh Izabal, Zacapa và Chiquimula của Guatemala. Tỉnh lỵ là thị xã Santa Rosa de Copán. Tỉnh này nổi tiếng với sản phẩm thuốc lá và xì gà.
Đây là nơi có địa điểm khảo cổ tiền Columbia tại Copán, một trong những thành phố vĩ đại nhất của nền văn minh Maya.
Tỉnh Copán có diện tích 3.203 km², năm 2005 có dân số ước khoảng 320.562 người.

## Các đô thị
1. Cabañas
2. Concepción
3. Copán Ruinas
4. Corquín
5. Cucuyagua
6. Dolores
7. Dulce Nombre
8. El Paraíso
9. Florida
10. La Jigua
11. La Unión
12. Nueva Arcadia
13. San Agustín
14. San Antonio
15. San Jerónimo
16. San José
17. San Juan de Opoa
18. San Nicolás
19. San Pedro de Copán
20. Santa Rita
21. Santa Rosa de Copán
22. Trinidad de Copán
23. Veracruz, Copán